# San Martín (Panama)
San Martín è un comune (corregimiento) della Repubblica di Panama situato nel distretto di Panama, provincia di Panama. Si estende su una superficie di 131,5 km² e conta una popolazione di 4.410 abitanti (censimento 2010).